# Рентгенографічний фазовий аналіз
Рентгенографічний фазовий аналіз (рос. рентгенографический фазовый анализ, англ. radiographic phase analysis; нім. Röntgenphasenanalyse f) – метод дослідження мінерального (фазового) складу гірських порід, руд і продуктів їх технологічної переробки на основі рентгенівських (пулюєвих) дифракційних методів. Розрізняють якісний і кількісний рентгенографічний фазовий аналіз. Якісний аналіз передбачає виявлення і діагностику всіх розкристалізованих фаз проби і базується на тому, що дифракційна картина багатофазної проби є суперпозицією дифракційних картин всіх фаз проби. Кількісний фазовий аналіз передбачає визначення вмісту всіх виявлених і діагностованих фаз і базується на пропорційності інтенсивності кожної фази суміші її вмісту в породі, руді. Похибка кількісного аналізу 5-10%. Рентгенографічний фазовий аналіз використовують при геолого-розвідувальних роботах.